# Liste der Windmühlen in Sachsen-Anhalt
Die Liste der Windmühlen in Sachsen-Anhalt gibt einen Überblick über die bekannten Windmühlen unterschiedlichen Erhaltungszustandes im Land Sachsen-Anhalt.

## Dessau-Roßlau
Link zu einem Kartenansichtstool, um Koordinaten zu setzen.
| Bild            | Mühle | Lage                                                              | Typ           | Erbaut  | Bemerkungen |
| --------------- | ----- | ----------------------------------------------------------------- | ------------- | ------- | --- |
| Fotos hochladen |       | Dessau-Roßlau, Stadtteil Kochstedt (51° 47′ 45″ N, 12° 10′ 20″ O) | Bockwindmühle | 1873    | 1945 bei Kriegshandlungen abgebrannt |
| Fotos hochladen |       | Dessau-Roßlau, Stadtteil Mildensee (51° 49′ 10″ N, 12° 17′ 48″ O) | Turmholländer | um 1860 | 1888 abgebrannt, 1893 wieder hergestellt, von 1908 bis 1924 betrieben mit einer Dampfmaschine danach elektrisch, Stumpf erhalten, Anbauten (Stand: 2010)                                    |
| Fotos hochladen |       | Dessau-Roßlau, Stadtteil Ziebigk (51° 51′ 9″ N, 12° 13′ 5″ O)     | Turmholländer | um 1870 | erbaut um 1870, in den 1920er Jahren Umstellung auf Gasbetrieb und später auf Elektromotor. Betrieb der Mühle wurde Mitte der 1980er Jahre eingestellt. Umgebaut zum Wohnhaus (Stand: 2010) |
| Fotos hochladen |       | Roßlau (Elbe) (51° 53′ 27″ N, 12° 14′ 16″ O)                      |               |         | Stumpf erhalten (Stand: 2008) |

## Halle (Saale)
Link zu einem Kartenansichtstool, um Koordinaten zu setzen.
| Bild                              | Mühle               | Lage                                                | Typ           | Erbaut  | Bemerkungen                                                            |
| --------------------------------- | ------------------- | --------------------------------------------------- | ------------- | ------- | ---------------------------------------------------------------------- |
| weitere Bilder \| Fotos hochladen | Wikidata            | Lettin, Windmühlenweg (51° 31′ 32″ N, 11° 54′ 6″ O) | Turmholländer |         | erhalten mit Flügelrest, (Stand: 2010), denkmalgeschützt (ID 09414797) |
| weitere Bilder \| Fotos hochladen | Eselsmühle Wikidata | Halle-Neustadt (51° 28′ 48″ N, 11° 54′ 17″ O)       | Turmholländer | 1886/87 | Erhalten mit Flügelattrappen, Nutzung als Gaststätte (Stand 2010)      |

## Magdeburg
Link zu einem Kartenansichtstool, um Koordinaten zu setzen.
| Bild                              | Mühle                               | Lage                                               | Typ           | Erbaut | Bemerkungen |
| --------------------------------- | ----------------------------------- | -------------------------------------------------- | ------------- | ------ | --- |
| weitere Bilder \| Fotos hochladen | Düppler Mühle Wikidata              | Neu Olvenstedt (52° 8′ 51″ N, 11° 35′ 17″ O)       | Turmholländer | 1845   | Stumpf erhalten, bis 1899 in Betrieb, Flügel 1901 entfernt, um 1920 Wohnungen eingerichtet, um 1970 ausgebrannt; denkmalgeschützt (ID 10740003)                         |
| Fotos hochladen                   | Bockwindmühle Fermersleben Wikidata | Fermersleben (52° 5′ 27″ N, 11° 39′ 11″ O)         | Bockwindmühle |        | stark beschädigt, Flügel fehlen (Stand 2010) |
| Fotos hochladen                   | Bockwindmühle Pechau Wikidata       | Pechau, Zur Mühle 6a (52° 5′ 39″ N, 11° 42′ 54″ O) | Bockwindmühle | 1828   | 1896 nach Blitzschlag ausgebrannt, Wiederaufbau 1897/98, 1954 Stilllegung, 1960 Flügel entfernt, danach Verfall, 1992–1994 restauriert; denkmalgeschützt (ID 094 71417) |

## Altmarkkreis Salzwedel
Link zu einem Kartenansichtstool, um Koordinaten zu setzen.
| Bild            | Mühle              | Lage | Typ           | Erbaut          | Bemerkungen |
| --------------- | ------------------ | --- | ------------- | --------------- | --- |
| Fotos hochladen | Windmühle Arendsee | Arendsee, Alte Poststraße (52° 52′ 39″ N, 11° 29′ 9″ O)                                                    | Bockwindmühle | 1731            | restauriert |
| BW              |                    | Audorf, Beetzendorf (52° 43′ 3″ N, 11° 6′ 45″ O)                                                           | Turmholländer |                 | Zur Motormühle umgebaut, Anbauten, Haube und Flügel nicht erhalten, wird saniert (Stand: 2023)                             |
| BW              |                    | Benkendorf, Salzwedel (52° 47′ 6″ N, 11° 15′ 36″ O)                                                        | Bockwindmühle |                 | Prehm's Mühle. Teile von Hausbaum, Bock und Technik erhalten (Stand: 1995)                                                 |
| BW              | Cheiner Mühle      | Cheine, Salzwedel, Zur Cheiner Mühle 3, auf einer Erhebung hinter dem Anwesen (52° 52′ 16″ N, 11° 3′ 9″ O) | Wallholländer | 19. Jahrhundert | War bis 1956 in Betrieb, in den 1990er Jahren vmtl. durch Blitzschlag teilweise zerstört, Stumpf und Technikreste erhalten |
| Fotos hochladen |                    | Diesdorf (52° 44′ 34″ N, 10° 53′ 0″ O)                                                                     | Bockwindmühle |                 | Freilichtmuseum. Aus Bortfeld, Niedersachsen hierher versetzt, restauriert                                                 |
| BW              |                    | Ellenberg, Wallstawe (52° 47′ 36″ N, 10° 58′ 9″ O)                                                         | Bockwindmühle |                 | umgebaut zu einer motorbetriebenen Mühle, Anbauten, Flügel fehlen (Stand: 1995)                                            |
| Fotos hochladen |                    | Estedt, Gardelegen (52° 34′ 20″ N, 11° 21′ 31″ O)                                                          | Erdholländer  |                 | wiederaufgebaut zu einem Wohnhaus, Anbauten, Flügel fehlen                                                                 |
| BW              |                    | Groß Bierstedt, Rohrberg (52° 43′ 52″ N, 11° 1′ 49″ O)                                                     | Turmholländer |                 | Ruine |
| Fotos hochladen |                    | Jeetze, Kalbe (52° 44′ 23″ N, 11° 25′ 10″ O)                                                               | Bockwindmühle |                 | Restauriert |
| Fotos hochladen | Mühle zu Klötze    | Klötze (52° 37′ 15″ N, 11° 9′ 34″ O)                                                                       | Turmholländer |                 | 1998 erfolgte Restaurierung bzw. Umbau zum Restaurant                                                                      |
| Fotos hochladen | Garhns Mühle       | Salzwedel (52° 50′ 28″ N, 11° 10′ 24″ O)                                                                   | Turmholländer |                 | Erhalten mit Haube und Windrosenresten, Flügel fehlen                                                                      |
| Fotos hochladen |                    | Seebenau, Salzwedel (52° 53′ 1″ N, 11° 2′ 0″ O)                                                            | Turmholländer |                 | Stumpf zu einem Feuerwehrgerätehaus umgebaut                                                                               |
| BW              |                    | Tangeln, Beetzendorf, Boxerberg (52° 40′ 27″ N, 11° 1′ 33″ O)                                              | Turmholländer |                 | Ruine |
| Fotos hochladen | Wöpeler Mühle      | Wöpel, Kuhfelde, an einem Einzelgehöft westlich des Ortes (52° 45′ 42″ N, 11° 5′ 12″ O)                    | Turmholländer |                 | Erhalten mit Flügelresten, Mühlentechnik komplett erhalten                                                                 |
| BW              |                    | Ziemendorf, Arendsee (52° 55′ 12″ N, 11° 29′ 56″ O)                                                        | Bockwindmühle |                 | Ruine in den späten 1990er Jahren zusammengebrochen und beseitigt                                                          |
| Fotos hochladen |                    | Zierau, Kalbe (52° 45′ 3″ N, 11° 18′ 51″ O)                                                                | Bockwindmühle | 1755            | Restauriert |

## Landkreis Anhalt-Bitterfeld
Link zu einem Kartenansichtstool, um Koordinaten zu setzen.
| Bild            | Mühle                 | Lage                                                        | Typ               | Erbaut | Bemerkungen |
| --------------- | --------------------- | ----------------------------------------------------------- | ----------------- | ------ | --- |
| Fotos hochladen | Schmidt-Mühle         | Brehna, Sandersdorf-Brehna (51° 33′ 43″ N, 12° 12′ 43″ O)   | Bockwindmühle     |        | restauriert |
| Fotos hochladen | Hädicke-Mühle         | Brehna, Sandersdorf-Brehna (51° 33′ 40″ N, 12° 12′ 6″ O)    | Paltrockwindmühle | 1845   | vormals Bockwindmühle, restauriert |
| Fotos hochladen | Tauchmann-Mühle       | Brehna, Sandersdorf-Brehna (51° 33′ 26″ N, 12° 13′ 33″ O)   | Bockwindmühle     |        | umgebaut zu einer motorbetriebenen Mühle, Ruine |
| Fotos hochladen |                       | Friedersdorf, Muldestausee (51° 39′ 4″ N, 12° 21′ 39″ O)    | Turmholländer     |        | Stumpf erhalten, umgebaut zu einem Wohnhaus, teilweise begrünt (Stand 2010)                                                                                         |
| Fotos hochladen |                       | Großzöberitz, Zörbig (51° 37′ 21″ N, 12° 10′ 40″ O)         | Bockwindmühle     |        | umgebaut zu einem Wohnhaus (Stand 2010) |
| Fotos hochladen | Mühle Höhne           | Köckern, Sandersdorf-Brehna (51° 36′ 24″ N, 12° 11′ 29″ O)  | Paltrockwindmühle |        | nach Verfall und gescheiterten Sanierungsversuchen in der Nacht zum 14. August 2023 niedergebrannt                                                                  |
| Fotos hochladen |                       | Köthen (51° 45′ 48″ N, 11° 57′ 52″ O)                       | Turmholländer     | 1869   | bis 1920 Antrieb mit Windkraft (5 Flügel, später aber 4 Flügel), dann mit Elektromotor, wurde 1958 stillgelegt, Mühle mit Haube ohne Technik erhalten. (Stand 2011) |
| Fotos hochladen |                       | Kühren, Aken (51° 51′ 41″ N, 11° 58′ 37″ O)                 | Turmholländer     |        | Umgebaut zu einem Wohnhaus |
| Fotos hochladen |                       | Repau, Südliches Anhalt (51° 42′ 43″ N, 12° 3′ 53″ O)       | Bockwindmühle     |        | Ruine abgerissen, keine Teile mehr vorhanden |
| Fotos hochladen |                       | Libehna, Südliches Anhalt (51° 42′ 55″ N, 12° 3′ 51″ O)     | Bockwindmühle     | 1814   | Restauriert |
| Fotos hochladen | Kurtchen Barths Mühle | Maasdorf, Südliches Anhalt (51° 40′ 42″ N, 11° 57′ 26″ O)   | Turmholländer     |        | Ruine, wenige Technikreste erhalten, bereits seit den 1950er Jahren fehlen Haube und Windantrieb                                                                    |
| Fotos hochladen |                       | Marke, Raguhn-Jeßnitz (51° 43′ 34″ N, 12° 15′ 31″ O)        | Bockwindmühle     |        | Flügel fehlen |
| Fotos hochladen |                       | Steutz, Zerbst/Anhalt (51° 52′ 31″ N, 12° 4′ 47″ O)         | Turmholländer     |        | Umgebaut zu einer motorbetriebenen Mühle, Haube erhalten, Anbau, Flügel fehlen                                                                                      |
| Fotos hochladen |                       | Stumsdorf, Zörbig (51° 36′ 34″ N, 12° 3′ 13″ O)             | Bockwindmühle     |        | Restauriert, Bock umbaut (Stand 2010) |
| Fotos hochladen |                       | Thurland, Raguhn-Jeßnitz (51° 42′ 47″ N, 12° 13′ 49″ O)     | Turmholländer     |        | Ehemals 5 Flügel und Sägerei, später durch Brandstiftung zerstört und verbliebener Stumpf inzwischen zu einem Wohnhaus umgebaut                                     |
| Fotos hochladen |                       | Wulfen, Osternienburger Land (51° 49′ 40″ N, 11° 55′ 50″ O) | Turmholländer     |        | nach Demontage des Windantriebs Aufstockung des Gebäudes und anschließend Umstellung auf Elektroantrieb, Mitte der 1990er Jahre komplett ausgebrannt, Ruine         |

## Landkreis Börde
Link zu einem Kartenansichtstool, um Koordinaten zu setzen.
| Bild                              | Mühle                                   | Lage | Typ               | Erbaut        | Bemerkungen |
| --------------------------------- | --------------------------------------- | --- | ----------------- | ------------- | --- |
| weitere Bilder \| Fotos hochladen | Turmwindmühle Alleringersleben Wikidata | Alleringersleben, Ingersleben (52° 13′ 1″ N, 11° 8′ 54″ O)                                               | Turmholländer     | 1859          | Stumpf erhalten (Stand: 1997), denkmalgeschützt (ID 09484594) |
| Fotos hochladen                   | Windmühle Dippe                         | Ausleben (52° 5′ 16″ N, 11° 7′ 9″ O)                                                                     | Bockwindmühle     | 1702/1911     | An diesen Standort wurde 1702 eine Mühle erbaut, die 1911 abbrannte. Die heute erhaltene Mühle wurde 1911 aus Sommerschenburg hierher umgesetzt. Sie wurde 1948 umfassend modernisiert und bis 1970 betrieben. Die Mühlentechnik ist vollständig und funktionsfähig erhalten. (Stand 2011) |
| Fotos hochladen                   |                                         | Badeleben, Völpke (52° 8′ 57″ N, 11° 7′ 30″ O)                                                           | Bockwindmühle     |               | um 1980–1985 eingestürzt |
| Fotos hochladen                   | Temps Mühle Wikidata                    | Calvörde (52° 23′ 49″ N, 11° 18′ 59″ O)                                                                  | Turmholländer     |               | umgebaut zu einem Wohnhaus, Haube ohne Flügel erhalten (Stand: 1997) |
| weitere Bilder \| Fotos hochladen | Bockwindmühle Lindhorst Wikidata        | Lindhorst, Colbitz, Lindhorster Straße (52° 18′ 31″ N, 11° 35′ 57″ O)                                    | Bockwindmühle     |               | restauriert, denkmalgeschützt (Kulturdenkmal-ID 09475332) |
| Fotos hochladen                   | Bockmühle Lauenroth                     | Dreileben, Wanzleben-Börde (52° 7′ 33″ N, 11° 19′ 37″ O)                                                 | Bockwindmühle     |               | 2003 demontiert und nach Wulferstedt überführt |
| weitere Bilder \| Fotos hochladen | Bockwindmühle Eimersleben Wikidata      | Eimersleben, Ingersleben (52° 13′ 16″ N, 11° 11′ 28″ O)                                                  | Bockwindmühle     | 1848          | restauriert; denkmalgeschützt (Kulturdenkmal-ID 09484600) |
| BW                                | Windmühle Etingen                       | Etingen, Oebisfelde-Weferlingen (52° 23′ 54″ N, 11° 10′ 2″ O)                                            | Bockwindmühle     | 1843          | 1843 in Zillbeck errichtet und 1886 nach Etingen umgesetzt, ab 1957 mit Motor betrieben, 1960 wurde der Betrieb eingestellt, 1990–1992 Teilsanierung |
| BW                                |                                         | Flechtingen (52° 19′ 47″ N, 11° 15′ 1″ O)                                                                | Turmholländer     |               | stark beschädigter Stumpf erhalten; Bild |
| Fotos hochladen                   |                                         | Groß Ammensleben, Niedere Börde (52° 13′ 27″ N, 11° 32′ 11″ O)                                           | Turmholländer     |               | erhalten mit Haube und Resten von Windrose und Flügeln (Stand: 1995) |
| Fotos hochladen                   |                                         | Groß Rodensleben, Wanzleben-Börde (52° 7′ 8″ N, 11° 22′ 53″ O)                                           | Bockwindmühle     |               | Erhalten, Bock umbaut |
| BW                                |                                         | Hödingen, Oebisfelde-Weferlingen (52° 18′ 26″ N, 11° 6′ 11″ O)                                           | Bockwindmühle     |               | Nur Bock erhalten (Stand: 1995) |
| Fotos hochladen                   |                                         | Hundisburg, Haldensleben (52° 14′ 38″ N, 11° 23′ 47″ O)                                                  | Turmholländer     |               | Stumpf wird als Wohnhaus genutzt (Stand: 2009) |
| weitere Bilder \| Fotos hochladen |                                         | Irxleben, Hohe Börde (52° 9′ 48″ N, 11° 29′ 0″ O)                                                        | Bockwindmühle     |               | 1983 eingestürzt, die Flügelwelle und das Kammrad sind erhalten und werden neben der Bockwindmühle Hohenwarthe ausgestellt |
| Fotos hochladen                   |                                         | Kleinalsleben, Oschersleben (51° 58′ 54″ N, 11° 15′ 44″ O)                                               | Bockwindmühle     |               | Stark beschädigt, mit Flügelresten (Stand: 1997) |
| weitere Bilder \| Fotos hochladen | Windmühle Klein Germersleben Wikidata   | Klein Germersleben, Wanzleben-Börde, Feldstraße 11 c, westlich der Ortslage (52° 1′ 0″ N, 11° 24′ 10″ O) | Paltrockwindmühle | 1848          | Restaurierte Paltrockwindmühle, 2018 im Sturm Friederike stark beschädigt (Abgebrochene Ruten); denkmalgeschützt (Denkmal-ID 094 95726) |
| weitere Bilder \| Fotos hochladen |                                         | Niederndodeleben, Hohe Börde (52° 8′ 44″ N, 11° 30′ 18″ O)                                               | Turmholländer     | 1808 bis 1810 | Nutzung als Wohnhaus, die Technik ist in wesentlichen Teilen noch erhalten. (Stand 2011) |
| BW                                |                                         | Niendorf, Oebisfelde-Weferlingen (52° 26′ 26″ N, 11° 2′ 40″ O)                                           | Turmholländer     |               | Ruine, Stumpf stark beschädigt |
| Fotos hochladen                   | Mathilda                                | Nordgermersleben, Hohe Börde (52° 12′ 30″ N, 11° 20′ 31″ O)                                              | Turmholländer     |               | Erhalten mit Haube, umgebaut zu einem Wohnhaus, Anbauten, Flügel fehlen (Stand: 2009) |
| Fotos hochladen                   |                                         | Nordgermersleben, Hohe Börde (52° 12′ 32″ N, 11° 19′ 51″ O)                                              | Turmholländer     |               | Umgebaut zu einem Wohnhaus (Stand: 2009) |
| Fotos hochladen                   |                                         | Osterweddingen, Sülzetal (52° 2′ 22″ N, 11° 35′ 17″ O)                                                   | Bockwindmühle     |               | Erhalten mit Flügelresten (Stand: 2014) |
| Fotos hochladen                   | Bockwindmühle Ostingersleben            | Ostingersleben, Ingersleben (52° 12′ 58″ N, 11° 10′ 1″ O)                                                | Bockwindmühle     | 1793          | Restauriert |
| Fotos hochladen                   | Windmühle Trog                          | Ottleben, Ausleben (52° 5′ 19″ N, 11° 7′ 32″ O)                                                          | Bockwindmühle     | 1848          | Restauriert (Stand 2011) |
| BW                                |                                         | Ovelgünne, Eilsleben (52° 8′ 42″ N, 11° 16′ 1″ O)                                                        | Bockwindmühle     |               | Nur verfallene Technikreste (Stand: 1997) |
| Fotos hochladen                   |                                         | Remkersleben, Wanzleben-Börde (52° 5′ 8″ N, 11° 21′ 47″ O)                                               | Bockwindmühle     |               | Bock mit Hausbaum erhalten (Stand: 2016) |
| Fotos hochladen                   | Bockwindmühle Schleibnitz               | Schleibnitz, Wanzleben-Börde (52° 4′ 30″ N, 11° 28′ 39″ O)                                               | Bockwindmühle     |               | Bock umbaut, Flügel fehlen (Stand: 1995) |
| BW                                |                                         | Sommersdorf (52° 9′ 52″ N, 11° 5′ 17″ O)                                                                 | Paltrockwindmühle |               | Umgebaut zu einem Wohnhaus, Flügelreste vorhanden (Stand: 1997) |
| Fotos hochladen                   | Bockwindmühle Uhrsleben                 | Uhrsleben, Erxleben (52° 12′ 15″ N, 11° 16′ 25″ O)                                                       | Bockwindmühle     |               | Erhalten mit Flügelresten (Stand: 2010) |
| BW                                |                                         | Weddendorf, Oebisfelde-Weferlingen (52° 26′ 23″ N, 11° 0′ 44″ O)                                         | Bockwindmühle     |               | Umgebaut zu einer motorbetriebenen Mühle, Bock umbaut, Anbauten, Flügel fehlen (Stand: 1997) |
| Fotos hochladen                   | Auerbachs Mühle                         | Wolmirstedt (52° 15′ 13″ N, 11° 36′ 36″ O)                                                               | Bockwindmühle     |               | Restauriert |
| Fotos hochladen                   | Breitmeyersche Bockwindmühle            | Wulferstedt, Am Großen Bruch (52° 0′ 53″ N, 11° 7′ 29″ O)                                                | Bockwindmühle     | 1808          | 1996 rekonstruiert, in der Nacht vom 28. zum 29. Oktober 2002 bei einem Orkan zerstört |
| Fotos hochladen                   | Bockwindmühle Lauenroth                 | Wulferstedt, Am Großen Bruch (52° 0′ 53″ N, 11° 7′ 29″ O)                                                | Bockwindmühle     |               | 2004–2005 auf dem Wulferstedter Mühlenstandort (Breitmeyersche Bockwindmühle) aufgebaut unter Verwendung der „Bockmühle Lauenroth“ aus Dreileben |
| Fotos hochladen                   | Mühle Dieckmann                         | Wulferstedt, Am Großen Bruch (52° 0′ 53″ N, 11° 8′ 27″ O)                                                | Bockwindmühle     | 1820          | Restauriert, Flügelkreuz (Jalousien) 2005 erneuert, ist windgängig, die technische Einrichtung teilweise erhalten. |

## Burgenlandkreis
Link zu einem Kartenansichtstool, um Koordinaten zu setzen.
| Bild            | Mühle                                                                               | Lage                                                                          | Typ                  | Erbaut  | Bemerkungen |
| --------------- | ----------------------------------------------------------------------------------- | ----------------------------------------------------------------------------- | -------------------- | ------- | --- |
| Fotos hochladen | Bockwindmühle Tauhardt (auch: Bockwindmühle Kahlwinkel oder Bockwindmühle Billroda) | Tauhardt, Finne (51° 12′ 22″ N, 11° 29′ 2″ O)                                 | Bockwindmühle        |         | restauriert |
| Fotos hochladen |                                                                                     | Bothfeld, Lützen (51° 14′ 39″ N, 12° 6′ 13″ O)                                | Bockwindmühle        |         | Ruine |
| Fotos hochladen | Windmühle Suxdorf                                                                   | Suxdorf, Zeitz (51° 1′ 18″ N, 12° 12′ 36″ O)                                  | Turmholländer        |         | restauriert, Mühle ist windgängig                                                                                |
| BW              |                                                                                     | Dobichau, Freyburg (51° 12′ 19″ N, 11° 50′ 21″ O)                             | Turmholländer        |         | Ruine |
| Fotos hochladen | Windmühle Rippicha                                                                  | Rippicha, Gutenborn (51° 0′ 37″ N, 12° 7′ 32″ O)                              | Turmholländer        |         | ohne Flügel, museale Nutzung                                                                                     |
| Fotos hochladen |                                                                                     | Ebersroda, Gleina (51° 15′ 14″ N, 11° 45′ 49″ O)                              | Turmholländer        |         | vierstöckig, umgebaut zu einem Wohnhaus, Flügelreste erhalten, keine Technik                                     |
| Fotos hochladen |                                                                                     | Ebersroda, Gleina, Straße nach Baumersroda (51° 15′ 16″ N, 11° 45′ 59″ O)     | Turmholländer        | 1830    | dreistöckig, Dach 2014 saniert, Windrose fehlt, Flügelreste erhalten                                             |
| Fotos hochladen | Windmühle Eckartsberga                                                              | Eckartsberga (51° 7′ 19″ N, 11° 34′ 2″ O)                                     | Turmholländer        | 1830/31 | Radwindmühle, restauriert, seit 2006 wieder voll funktionstüchtig                                                |
| Fotos hochladen |                                                                                     | Gerstewitz, Lützen (51° 11′ 26″ N, 12° 2′ 13″ O)                              | Bockwindmühle        |         | Bock umbaut, Flügel zum Teil nachgebildet                                                                        |
| Fotos hochladen | Mühle Möbes                                                                         | Gleina (51° 15′ 8″ N, 11° 43′ 49″ O)                                          | Turmholländer        |         | ehemals 2 Windrosen, umgebaut zu einer motorbetriebenen Mühle, erhalten mit Haube, Flügel fehlen, Anbauten       |
| Fotos hochladen | Hünigers Mühle                                                                      | Gleina (51° 15′ 42″ N, 11° 42′ 33″ O)                                         | Turmholländer        |         | verfallene Haube mit Flügelresten inzwischen demontiert und Kegeldach aufgesetzt                                 |
| Fotos hochladen |                                                                                     | Großgörschen, Lützen (51° 13′ 4″ N, 12° 11′ 35″ O)                            | Bockwindmühle        |         | Ruine |
| Fotos hochladen | Mühle Donack                                                                        | Gniebendorf, Weißenfels (51° 15′ 1″ N, 12° 1′ 35″ O)                          | Bockwindmühle        |         | erhalten ohne Flügel, Bock umbaut                                                                                |
| BW              |                                                                                     | Größnitz, Balgstädt (51° 11′ 9″ N, 11° 42′ 28″ O)                             | Bockwindmühle        |         | Ruine inzwischen verschwunden                                                                                    |
| BW              |                                                                                     | Herrengosserstedt, An der Poststraße, Im Meisel (51° 8′ 57″ N, 11° 28′ 34″ O) | Bockwindmühle        |         | Ruine Mitte der 1990er Jahre abgebrannt                                                                          |
| Fotos hochladen |                                                                                     | Heuckewalde, Gutenborn (50° 58′ 16″ N, 12° 9′ 25″ O)                          | Bockwindmühle        |         | Erhalten mit Flügelattrappen                                                                                     |
| BW              |                                                                                     | Kleingörschen, Lützen (51° 13′ 10″ N, 12° 11′ 1″ O)                           | Bockwindmühle        |         | Erhalten mit Flügelresten, Dach umgebaut, Steert abgesägt, Bock umbaut                                           |
| BW              |                                                                                     | Lobitzsch, Weißenfels (51° 11′ 46″ N, 11° 54′ 14″ O)                          | Paltrockwindmühle    |         | Ruine inzwischen abgerissen                                                                                      |
| Fotos hochladen |                                                                                     | Meineweh, Meineweh (51° 4′ 54″ N, 11° 59′ 22″ O)                              | Turmholländer        |         | Erhalten mit Haube, Flügel fehlen, Anbau                                                                         |
| BW              |                                                                                     | Meuchen, Lützen (51° 14′ 17″ N, 12° 10′ 50″ O)                                | Bockwindmühle        |         | Reste nach Einsturz beseitigt                                                                                    |
| Fotos hochladen | Holländermühle Naumburg                                                             | Naumburg (Saale) (51° 8′ 46″ N, 11° 47′ 9″ O)                                 | Galerieturmholländer | 1879    | Erhalten, Anbauten, 5 Flügel fehlen, umgebaut zu einem Wohnhaus                                                  |
| Fotos hochladen | Windmühle Niedermöllern                                                             | Niedermöllern, Lanitz-Hassel-Tal (51° 9′ 13″ N, 11° 42′ 19″ O)                | Turmholländer        |         | Ehemals 2 Windrosen, Flügel nach Verfallserscheinungen bis auf Bruststücke demontiert                            |
| Fotos hochladen |                                                                                     | Obergreißlau, Weißenfels (51° 10′ 25″ N, 11° 57′ 21″ O)                       | Bockwindmühle        |         | Bock umbaut, Flügel fehlen                                                                                       |
| BW              |                                                                                     | Nessa, Teuchern (51° 8′ 53″ N, 12° 2′ 1″ O)                                   | Bockwindmühle        |         | Ruine 2020 zusammengebrochen                                                                                     |
| BW              |                                                                                     | Obschütz, Weißenfels (51° 13′ 42″ N, 11° 54′ 49″ O)                           | Bockwindmühle        |         | Nur Reste des Bockumbaus erhalten (Stand: 1995)                                                                  |
| Fotos hochladen |                                                                                     | Pettstädt, Weißenfels (51° 14′ 15″ N, 11° 53′ 2″ O)                           | Bockwindmühle        |         | saniert, Flügel fehlen                                                                                           |
| Fotos hochladen |                                                                                     | Prittitz, Teuchern (51° 9′ 9″ N, 11° 55′ 50″ O)                               | Bockwindmühle        |         | Ruine |
| Fotos hochladen | Windmühle Hohndorf (oder auch: Windmühle Punschrau)                                 | Hohndorf (Lanitz-Hassel-Tal), Lanitz-Hassel-Tal (51° 8′ 32″ N, 11° 40′ 2″ O)  | Turmholländer        |         | restauriert, umgebaut zu einem Wohnhaus                                                                          |
| Fotos hochladen |                                                                                     | Reichardtswerben, Weißenfels (51° 15′ 10″ N, 11° 56′ 48″ O)                   | Bockwindmühle        |         | Ruine |
| BW              |                                                                                     | Reichardtswerben, Weißenfels (51° 14′ 44″ N, 11° 56′ 48″ O)                   | Bockwindmühle        |         | existiert nicht mehr                                                                                             |
| Fotos hochladen |                                                                                     | Röcken, Lützen (51° 14′ 16″ N, 12° 7′ 3″ O)                                   | Bockwindmühle        |         | Bock umbaut, keine Flügel, wurde zuletzt mit Windrad auf dem Dach betrieben, beschädigt                          |
| Fotos hochladen | Bockwindmühle Schellsitz                                                            | Schellsitz, Naumburg (51° 9′ 48″ N, 11° 50′ 52″ O)                            | Bockwindmühle        | 1817    | 1817 in Meerane erbaut und 1870 auf den heutigen Mühlenstandort umgesetzt. Seit 1991 wird die Mühle restauriert. |
| BW              |                                                                                     | Sieglitz, Molauer Land (51° 3′ 41″ N, 11° 45′ 29″ O)                          | Turmholländer        | 1918    | Flügel fehlen |
| Fotos hochladen |                                                                                     | Söhesten, Lützen (51° 11′ 18″ N, 12° 8′ 2″ O)                                 | Paltrockwindmühle    |         | Erhalten mit Windrose, Flügel fehlen                                                                             |
| Fotos hochladen |                                                                                     | Starsiedel, Lützen (51° 13′ 1″ N, 12° 8′ 59″ O)                               | Paltrockwindmühle    |         | Ruine im Januar 2007 zusammengebrochen                                                                           |
| Fotos hochladen |                                                                                     | Tagewerben, Weißenfels (51° 14′ 31″ N, 11° 57′ 7″ O)                          | Turmholländer        |         | Restauriert, umgebaut zu einem Wohnhaus                                                                          |
| Fotos hochladen | Turmwindmühle Tultewitz                                                             | Tultewitz, Naumburg (51° 5′ 43″ N, 11° 42′ 40″ O)                             | Turmholländer        | 1850    | Komplett restauriert und funktionsfähig                                                                          |
| BW              |                                                                                     | Weißenborn, Droyßig (51° 2′ 8″ N, 11° 59′ 20″ O)                              | Bockwindmühle        |         | Ruine inzwischen abgerissen                                                                                      |
| Fotos hochladen |                                                                                     | Weißenfels, Weißenfels, Heinickestraße (51° 11′ 38″ N, 11° 58′ 12″ O)         | Turmholländer        |         | Stumpf erhalten, Teil eines Therapiezentrums                                                                     |
| Fotos hochladen | Windmühle Wengelsdorf                                                               | Wengelsdorf, Weißenfels (51° 16′ 39″ N, 12° 2′ 14″ O)                         | Turmholländer        |         | Restauriert |
| Fotos hochladen | Windmühle Wengelsdorf                                                               | Wengelsdorf, Weißenfels (51° 16′ 41″ N, 12° 2′ 36″ O)                         | Bockwindmühle        |         | Ruine zum Teil eingestürzt                                                                                       |

## Landkreis Harz
Link zu einem Kartenansichtstool, um Koordinaten zu setzen.
| Bild                              | Mühle                            | Lage                                                              | Typ           | Erbaut                              | Bemerkungen |
| --------------------------------- | -------------------------------- | ----------------------------------------------------------------- | ------------- | ----------------------------------- | --- |
| weitere Bilder \| Fotos hochladen | Windmühle Gernrode Wikidata      | Gernrode, Quedlinburg, An der Mühle (51° 43′ 53″ N, 11° 9′ 14″ O) | Turmholländer | erstes Viertel des 19. Jahrhunderts | Bauruine; denkmalgeschützt (ID 094 45412)                                                                                        |
| weitere Bilder \| Fotos hochladen | Windmühle Anderbeck              | Anderbeck, Huy (51° 58′ 39″ N, 10° 56′ 4″ O)                      | Bockwindmühle | 1864                                | restauriert |
| weitere Bilder \| Fotos hochladen |                                  | Dingelstedt am Huy, Huy (51° 58′ 36″ N, 10° 58′ 19″ O)            | Bockwindmühle | 1897                                | Bock umbaut, Flügelreste erhalten                                                                                                |
| weitere Bilder \| Fotos hochladen |                                  | Badersleben (51° 58′ 48″ N, 10° 53′ 40″ O)                        | Bockwindmühle |                                     | restauriert |
| weitere Bilder \| Fotos hochladen | Bockwindmühle Danstedt; Mathilde | Danstedt, Nordharz (51° 54′ 34″ N, 10° 53′ 11″ O)                 | Bockwindmühle |                                     | restauriert |
| weitere Bilder \| Fotos hochladen | Endorfer Turmwindmühle           | Endorf, Falkenstein/Harz (51° 42′ 19″ N, 11° 22′ 5″ O)            | Turmholländer | 1857                                | bis 1972 in Betrieb, 1992–1994 Restaurierungsarbeiten, Flügel nach Sturmschaden im Jahre 2018 jedoch nur noch in Resten erhalten |
| weitere Bilder \| Fotos hochladen |                                  | Pabstorf, Huy (52° 1′ 47″ N, 10° 56′ 47″ O)                       | Turmholländer | vmtl. um 1898                       | 1980 gesprengt |
| weitere Bilder \| Fotos hochladen | Bockwindmühle Scharenberg        | Pabstorf, Huy (52° 1′ 37″ N, 10° 57′ 27″ O)                       | Bockwindmühle |                                     | wegen Schäden am Bock 1989/90 eingestürzt, einige Bauteile in Sachsendorf wiederverwendet                                        |
| weitere Bilder \| Fotos hochladen |                                  | Radisleben, Ballenstedt (51° 43′ 50″ N, 11° 17′ 32″ O)            | Turmholländer |                                     | Stumpf erhalten |
| weitere Bilder \| Fotos hochladen |                                  | Sargstedt, Halberstadt (51° 56′ 16″ N, 10° 58′ 53″ O)             | Bockwindmühle | 1842                                | Bock umbaut, neue Flügel, Technikreste, wird saniert                                                                             |
| weitere Bilder \| Fotos hochladen | Teufelswindmühle                 | Warnstedt, Thale (51° 46′ 15″ N, 11° 4′ 0″ O)                     | Turmholländer |                                     | Erhalten, Flügelnachbildungen |
| BW                                |                                  | Westerburg, Huy (52° 1′ 6″ N, 10° 51′ 36″ O)                      | Erdholländer  |                                     | nur geringe Reste erhalten |

## Landkreis Jerichower Land
Link zu einem Kartenansichtstool, um Koordinaten zu setzen.
| Bild                              | Mühle                     | Lage                                                                           | Typ                    | Erbaut                              | Bemerkungen |
| --------------------------------- | ------------------------- | ------------------------------------------------------------------------------ | ---------------------- | ----------------------------------- | --- |
| Fotos hochladen                   | Pieschelscher Mühlturm    | Altenplathow, Genthin (52° 24′ 46″ N, 12° 8′ 42″ O)                            | Turmholländer          |                                     | Die Holländermühle wurde nicht als Mahlmühle erbaut, sondern diente dem Betrieb einer Zichorienfabrik. |
| Fotos hochladen                   | Holländermühle Büden      | Büden, Möckern (52° 8′ 56″ N, 11° 49′ 56″ O)                                   | Turmholländer          |                                     | Stumpf erhalten |
| Fotos hochladen                   |                           | Ferchland, Elbe-Parey (52° 25′ 55″ N, 11° 59′ 54″ O)                           | Turmholländer          |                                     | Stumpf erhalten (Stand: 1996) |
| BW                                | Turmwindmühle Fricke      | Güsen, Elbe-Parey, Schrundstraße (52° 21′ 17″ N, 11° 59′ 12″ O)                | Turmholländer          | 1927                                | erhalten mit Haube und Windrosenresten, Flügel fehlen (Stand: 1996) |
| BW                                | Bockwindmühle Voigt       | Güsen, Elbe-Parey, Burger Straße / Am Mühlenberg (52° 21′ 12″ N, 11° 59′ 4″ O) | Bockwindmühle          |                                     | nach 1984 eingestürzt, Ruine |
| Fotos hochladen                   | Bockwindmühle Hohenwarthe | Hohenwarthe, Möser, Zur Windmühle (52° 13′ 7″ N, 11° 42′ 49″ O)                | Bockwindmühle          | 1720                                | 1984 wurde die Mühle von Drackenstedt auf diesen Standort umgesetzt. Heute wird sie als Teil einer Gaststätte genutzt. Neben der Windmühle sind die Flügelwelle und das Kammrad der 1983 in Irxleben eingestürzten Mühle ausgestellt |
| Fotos hochladen                   |                           | Jerichow (52° 29′ 57″ N, 12° 1′ 43″ O)                                         | Sockelgeschoßholländer | 1857                                | Restauriert |
| Fotos hochladen                   |                           | Leitzkau, Gommern (52° 3′ 16″ N, 11° 57′ 43″ O)                                | Turmholländer          |                                     | Stumpf erhalten |
| BW                                | Turmwindmühle Im Rott     | Möckern (52° 8′ 42″ N, 11° 56′ 49″ O)                                          | Turmholländer          |                                     | Stumpf erhalten, Anbau, zum Wohnhaus umgebaut |
| Fotos hochladen                   | Turmwindmühle Grätzer Hof | Möckern (52° 7′ 53″ N, 11° 57′ 25″ O)                                          | Turmholländer          |                                     | Stumpf erhalten, umgebaut zu einer motorbetriebenen Mühle, Anbau (Stand: 1997) |
| weitere Bilder \| Fotos hochladen | Kageler Mühle             | Mützel, Genthin (52° 22′ 22″ N, 12° 10′ 34″ O)                                 | Bockwindmühle          | 1815 an heutigen Standort umgesetzt | Erhalten mit Flügelresten (Stand: 2017) |
| weitere Bilder \| Fotos hochladen |                           | Parchen, Genthin (52° 20′ 54″ N, 12° 4′ 20″ O)                                 | Bockwindmühle          |                                     | Restauriert |
| weitere Bilder \| Fotos hochladen | Windmühle Parey           | Parey, Elbe-Parey (52° 23′ 12″ N, 11° 58′ 51″ O)                               | Paltrockwindmühle      | 1946                                | Restauriert |
| Fotos hochladen                   | Windmühle Wallwitz        | Wallwitz, Möckern (52° 6′ 48″ N, 11° 54′ 46″ O)                                | Turmholländer          |                                     | Umgebaut zu einem Wohnhaus, Flügel nachgebildet |

## Landkreis Mansfeld-Südharz
Link zu einem Kartenansichtstool, um Koordinaten zu setzen.
| Bild                              | Mühle | Lage                                                                                                 | Typ           | Erbaut  | Bemerkungen                                                             |
| --------------------------------- | ----- | --- | ------------- | ------- | ----------------------------------------------------------------------- |
| Fotos hochladen                   |       | Hedersleben, Lutherstadt Eisleben, am Mansfelder Feldweg (51° 32′ 58″ N, 11° 38′ 20″ O)              | Bockwindmühle |         | Nur Nebengebäude erhalten (Stand: 2011); denkmalgeschützt (ID 09465476) |
| Fotos hochladen                   |       | Hedersleben, Lutherstadt Eisleben, an der Landstraße nach Oberrißdorf (51° 32′ 32″ N, 11° 37′ 48″ O) | Turmholländer |         | Stark beschädigter Stumpf erhalten (Stand: 2010)                        |
| BW                                |       | Hettstedt, oberhalb des Hadeborn-Tals (51° 38′ 53″ N, 11° 30′ 13″ O)                                 | Turmholländer |         | Stumpf erhalten, umgebaut zu einem Wohnhaus                             |
| weitere Bilder \| Fotos hochladen |       | Pölsfeld, Allstedt, am Feldweg nach Riestedt (51° 31′ 18″ N, 11° 21′ 20″ O)                          | Bockwindmühle |         | Bock umbaut, Flügelreste (Stand: 1997)                                  |
| Fotos hochladen                   |       | Polleben, Lutherstadt Eisleben, an der Landstraße nach Halle (51° 34′ 37″ N, 11° 36′ 31″ O)          | Bockwindmühle | 1847/48 | Restauriert (Stand: 2010)                                               |
| Fotos hochladen                   |       | Annarode, Mansfeld, an der Bundesstraße nach Siebigerode (51° 33′ 21″ N, 11° 24′ 46″ O)              | Turmholländer |         | Stumpf erhalten, umgebaut zu einem Wohnhaus                             |
| Fotos hochladen                   |       | Erdeborn, Seegebiet Mansfelder Land, nahe des Bahnhofs von Erdeborn (51° 28′ 8″ N, 11° 38′ 23″ O)    | Bockwindmühle |         | Bock umbaut, Flügel beschädigt (Stand: 1995)                            |

## Saalekreis
Link zu einem Kartenansichtstool, um Koordinaten zu setzen.
| Bild                              | Mühle                    | Lage | Typ               | Erbaut  | Bemerkungen |
| --------------------------------- | ------------------------ | --- | ----------------- | ------- | --- |
| BW                                |                          | Albersroda, Steigra (51° 17′ 13″ N, 11° 43′ 2″ O)                                                       | Bockwindmühle     |         | Ruine inzwischen abgerissen |
| Fotos hochladen                   |                          | Bad Lauchstädt (51° 23′ 34″ N, 11° 51′ 53″ O)                                                           | Bockwindmühle     |         | erhalten mit Flügelresten |
| BW                                |                          | Bennstedt, Salzatal (51° 28′ 50″ N, 11° 48′ 58″ O)                                                      | Bockwindmühle     |         | stark beschädigt (Stand: 1998), Ruine inzwischen abgerissen |
| Fotos hochladen                   |                          | Brachstedt, Petersberg (51° 34′ 19″ N, 12° 3′ 37″ O)                                                    | Paltrockwindmühle |         | vormals Bockwindmühle, Sockel erhalten (Stand: 2010) |
| weitere Bilder \| Fotos hochladen |                          | Dammendorf, Landsberg (51° 34′ 25″ N, 12° 7′ 53″ O)                                                     | Paltrockwindmühle |         | Ruine um 2012 zusammengebrochen |
| Fotos hochladen                   | Kützingmühle             | Dornstedt, Teutschenthal (51° 24′ 28″ N, 11° 44′ 15″ O)                                                 | Turmholländer     |         | ehemals 2 Windrosen, Flügel fehlen |
| Fotos hochladen                   |                          | Frößnitz, Petersberg (51° 35′ 5″ N, 11° 56′ 54″ O)                                                      | Bockwindmühle     | 1736/37 | Ruine um 1979 eingestürzt, Bock und Hausbaum sind erhalten. |
| Fotos hochladen                   |                          | Gatterstädt, Querfurt (51° 23′ 58″ N, 11° 33′ 31″ O)                                                    | Paltrockwindmühle |         | erhalten mit Flügelrest |
| Fotos hochladen                   |                          | Gröst, Mücheln (51° 15′ 11″ N, 11° 50′ 59″ O)                                                           | Bockwindmühle     |         | erhalten, ohne Flügel |
| BW                                |                          | Großgräfendorf (51° 23′ 26″ N, 11° 48′ 53″ O)                                                           | Bockwindmühle     |         | umgebaut zu einer motorbetriebenen Mühle, mit Anbau, ohne Flügel, wurde für den Wiederaufbau der Bockwindmühle in Spergau abgerissen                                        |
| BW                                |                          | Großkugel, Kabelsketal (51° 25′ 3″ N, 12° 9′ 33″ O)                                                     | Bockwindmühle     |         | Ruine inzwischen abgerissen |
| BW                                | Mühle Kalzendorf         | Kalzendorf, Steigra (51° 18′ 23″ N, 11° 42′ 1″ O)                                                       | Bockwindmühle     |         | Umgebaut zu einer motorbetriebenen Mühle, Ruine |
| Fotos hochladen                   |                          | Knapendorf, Schkopau (51° 22′ 23″ N, 11° 56′ 27″ O)                                                     | Turmholländer     |         | Stumpf zu einem Wohnhaus umgebaut |
| weitere Bilder \| Fotos hochladen |                          | Kreypau, Leuna (51° 19′ 31″ N, 12° 3′ 3″ O)                                                             | Turmholländer     |         | Ruine |
| Fotos hochladen                   | Krosigker Bockwindmühle  | Krosigk, Petersberg (51° 36′ 50″ N, 11° 55′ 40″ O)                                                      | Bockwindmühle     |         | 1994–1996 von Gollma auf den Krosigker Mühlenstandort umgesetzt und rekonstruiert. Januar 2007 vom Sturm „Franz“ umgestürzt. Wiederaufbau um 2009.                          |
| Fotos hochladen                   |                          | Langeneichstädt, Mücheln (51° 20′ 52″ N, 11° 44′ 46″ O)                                                 | Bockwindmühle     |         | Erhalten mit Flügelattrappen, Bock umbaut |
| Fotos hochladen                   |                          | Leimbach (51° 21′ 26″ N, 11° 32′ 47″ O)                                                                 | Bockwindmühle     |         | wird zurzeit saniert |
| Fotos hochladen                   |                          | Lodersleben, Querfurt (51° 23′ 22″ N, 11° 32′ 31″ O)                                                    | Turmholländer     |         | Restauriert, 2 Windrosen |
| Fotos hochladen                   |                          | Obhausen (51° 23′ 34″ N, 11° 40′ 2″ O)                                                                  | Turmholländer     |         | Stumpf erhalten |
| Fotos hochladen                   |                          | Oppin, Landsberg (51° 33′ 17″ N, 12° 1′ 36″ O)                                                          | Bockwindmühle     |         | Umgebaut zu einer motorbetriebenen Mühle, Ruine |
| Fotos hochladen                   |                          | Oppin, Landsberg (51° 32′ 51″ N, 12° 1′ 35″ O)                                                          | Bockwindmühle     |         | Umgebaut zu einer motorbetriebenen Mühle, Anbau, Flügel fehlen |
| Fotos hochladen                   |                          | Peißen, Landsberg (51° 30′ 32″ N, 12° 2′ 59″ O)                                                         | Turmholländer     |         | Umgebaut zu einem Hotel, Anbauten, Flügelattrappe |
| Fotos hochladen                   | Windmühle Plößnitz       | Plößnitz, Landsberg (51° 32′ 18″ N, 12° 3′ 29″ O)                                                       | Bockwindmühle     | 1735    | Restauriert |
| Fotos hochladen                   |                          | Schafstädt, Bad Lauchstädt, Mühlweg, nördlich des Dorfes (Autobahnseite) (51° 23′ 23″ N, 11° 46′ 18″ O) | Turmholländer     |         | Stumpf erhalten |
| Fotos hochladen                   |                          | Schafstädt, Bad Lauchstädt, Oberwünscher Weg (51° 22′ 35″ N, 11° 46′ 26″ O)                             | Turmholländer     |         | Ehemalige Radwindmühle (siehe: Windmühle Eckartsberga) mit 2 Windrosen, später Umbau auf 4 Flügel, Stumpf gesichert, Flügelwelle geborgen und neben dem Gebäude aufgestellt |
| Fotos hochladen                   | Spergauer Bockwindmühle  | Spergau, Leuna, Straße nach Bad Dürrenberg (51° 17′ 41″ N, 12° 1′ 53″ O)                                | Bockwindmühle     | 1836    | Restauriert |
| Fotos hochladen                   |                          | Wallwitz, Petersberg (51° 34′ 18″ N, 11° 55′ 46″ O)                                                     | Bockwindmühle     |         | Ruine |
| Fotos hochladen                   |                          | Wettin, Wettin-Löbejün (51° 35′ 27″ N, 11° 49′ 9″ O)                                                    | Turmholländer     |         | Stumpf zum Wohnhaus umgebaut |
| Fotos hochladen                   |                          | Werderthau, Petersberg (51° 37′ 18″ N, 11° 59′ 57″ O)                                                   | Bockwindmühle     |         | verfallene Reste |
| Fotos hochladen                   |                          | Wölls-Petersdorf, Petersberg (51° 32′ 20″ N, 12° 8′ 5″ O)                                               | Bockwindmühle     |         | Bock umbaut, Flügel fehlen, Verfall |
| BW                                | Bockwindmühle Oberwünsch | Wünsch, Mücheln (51° 21′ 17″ N, 11° 46′ 32″ O)                                                          | Bockwindmühle     |         | Umgebaut zu einer motorbetriebenen Mühle, Ruine |
| Fotos hochladen                   |                          | Wurp, Petersberg (51° 33′ 50″ N, 12° 3′ 28″ O)                                                          | Bockwindmühle     |         | Ruine |
| BW                                |                          | Ziegelroda, Querfurt, Straße nach Landgrafroda (51° 20′ 14″ N, 11° 27′ 32″ O)                           | Turmholländer     |         | Ruine |
| Fotos hochladen                   |                          | Zöschen, Leuna (51° 21′ 4″ N, 12° 6′ 42″ O)                                                             | Bockwindmühle     |         | Erhalten mit Flügelresten (teilweise Nachbildungen) |

## Salzlandkreis
Link zu einem Kartenansichtstool, um Koordinaten zu setzen.
| Bild                              | Mühle                    | Lage                                                                                 | Typ               | Erbaut        | Bemerkungen |
| --------------------------------- | ------------------------ | ------------------------------------------------------------------------------------ | ----------------- | ------------- | --- |
| Fotos hochladen                   |                          | Altenburg, Nienburg (Saale) (51° 50′ 29″ N, 11° 45′ 18″ O)                           | Turmholländer     |               | umgebaut zu einem Wohnhaus (Stand: 2011) |
| weitere Bilder \| Fotos hochladen | Schmidtmühle             | Baalberge, Bernburg (Saale) (51° 45′ 50″ N, 11° 48′ 10″ O)                           | Bockwindmühle     | 1722          | bis 1942 mit Windkraft betrieben, in der Nacht zum Karfreitag 1984 niedergebrannt, stark beschädigte Reste erhalten (Stand: 2011) |
| Fotos hochladen                   | Hahndorfer Mühle         | Baalberge, Bernburg (Saale) (51° 46′ 8″ N, 11° 47′ 21″ O)                            | Turmholländer     | 1889          | vierstöckiger, konischer Ziegelstumpf, Haube erhalten, ohne Flügel (Stand: 2011) |
| Fotos hochladen                   |                          | Barby (51° 57′ 28″ N, 11° 52′ 16″ O)                                                 | Turmholländer     |               | Stumpf erhalten, Anbau hinzugefügt (Stand: 1997) |
| BW                                |                          | Belleben, Könnern (51° 40′ 29″ N, 11° 37′ 30″ O)                                     | Bockwindmühle     |               | nur Wellkopf und Mühlsteine erhalten (Stand: 1997) |
| weitere Bilder \| Fotos hochladen |                          | Breitenhagen, Barby (51° 55′ 18″ N, 11° 56′ 38″ O)                                   | Paltrockwindmühle | 1912          | vormals Bockwindmühle, 1928 umbau zur Paltrockmühle, die Mühlentechnik ist größtenteils erhalten (Stand 2010), |
| weitere Bilder \| Fotos hochladen |                          | Brumby, Staßfurt (51° 53′ 29″ N, 11° 43′ 13″ O)                                      | Paltrockwindmühle | 1878, 1950/51 | Auf diesen Standort wurde 1878 eine Bockwindmühle errichtet, die 1950/51 zur Paltrockmühle umgebaut wurde. Mit 4 Böden und 9 Meter Rollenkranzdurchmesser die wahrscheinlich größte, die je gebaut wurde. 1972 wurden die Flügel bei einem starken Sturm zerstört, der Antrieb erfolgte bis 1990 elektrisch. Die Mühlentechnik ist erhalten und funktionstüchtig. (Stand: 2011) |
| Fotos hochladen                   |                          | Crüchern, Bernburg (Saale) (51° 46′ 16″ N, 11° 50′ 53″ O)                            | Turmholländer     |               | Stumpf und Haube erhalten, Flügel fehlen, umgebaut zu einem Wohnhaus (Stand: 2011) |
| BW                                |                          | Glinde, Barby (52° 0′ 17″ N, 11° 50′ 28″ O)                                          | Bockwindmühle     |               | Bock und Hausbaum erhalten, Technikreste (Stand: 1997) |
| weitere Bilder \| Fotos hochladen |                          | Groß Rosenburg, Barby (51° 54′ 37″ N, 11° 52′ 56″ O)                                 | Turmholländer     |               | Stumpf erhalten, umgebaut zu einem Wohnhaus (Stand 2010), |
| Fotos hochladen                   |                          | Hakeborn, Börde-Hakel (51° 54′ 50″ N, 11° 21′ 43″ O)                                 | Bockwindmühle     |               | erhalten, Bock umbaut (Stand: 1997) |
| Fotos hochladen                   | Windmühle Kleinmühlingen | Kleinmühlingen, Bördeland (51° 56′ 40″ N, 11° 45′ 4″ O)                              | Bockwindmühle     |               | Restauriert, umgesetzt 1991–1994 aus Roitzsch, Vorgängermühle am gleichen Standort entstand 1848 |
| Fotos hochladen                   |                          | Könnern, Leipziger Straße (51° 39′ 56″ N, 11° 46′ 51″ O)                             | Turmholländer     |               | Stark beschädigter Stumpf erhalten (Stand: 2010) |
| Fotos hochladen                   |                          | Könnern, Saalestraße (51° 40′ 1″ N, 11° 45′ 54″ O)                                   | Turmholländer     |               | Stumpf zu einem Wohnhaus umgebaut, Anbauten (Stand 2010) |
| Fotos hochladen                   |                          | Merzien, Köthen, Mühlenweg 1 (51° 44′ 51″ N, 12° 3′ 7″ O)                            | Bockwindmühle     |               | Bock umbaut, Flügel fehlen (Stand: 2010) |
| Fotos hochladen                   |                          | Merzien, Köthen, Mühlenweg 2 (51° 44′ 35″ N, 12° 3′ 13″ O)                           | Bockwindmühle     |               | Bock umbaut, Flügel fehlen (Stand: 2010) |
| Fotos hochladen                   |                          | Nienburg (Saale) (51° 50′ 29″ N, 11° 45′ 18″ O)                                      | Turmholländer     |               | Stumpf erhalten, Fenster vermauert (Stand: 2011) |
| Fotos hochladen                   | Bockwindmühle Pömmelte   | Pömmelte, Barby (51° 59′ 45″ N, 11° 49′ 49″ O)                                       | Bockwindmühle     |               | Bock umbaut, steht seit 1860 in Pömmelte, vorher auf dem Hummelberg in Schönebeck |
| weitere Bilder \| Fotos hochladen |                          | Sachsendorf, Barby (51° 52′ 11″ N, 11° 52′ 41″ O)                                    | Bockwindmühle     | 1701          | Restauriert (Stand 2010) |
| weitere Bilder \| Fotos hochladen |                          | Schönebeck (Elbe), Barbarastraße (52° 0′ 36″ N, 11° 44′ 52″ O)                       | Turmholländer     | 1870          | Umgebaut zu einem Wohnhaus (Stand: 2011) |
| weitere Bilder \| Fotos hochladen |                          | Schönebeck (Elbe), Holländer (52° 0′ 27″ N, 11° 44′ 47″ O)                           | Turmholländer     |               | Umgebaut zu einem Wohnhaus (Stand: 2015) |
| weitere Bilder \| Fotos hochladen | Windkunst Bad Salzelmen  | Bad Salzelmen, Schönebeck (Elbe), Eggersdorfer Straße (51° 59′ 57″ N, 11° 43′ 24″ O) | Kokermühle        |               | |
| weitere Bilder \| Fotos hochladen | Soleturm                 | Bad Salzelmen, Schönebeck (Elbe), Eggersdorfer Straße (51° 59′ 53″ N, 11° 43′ 16″ O) | Turmholländer     | 1776          | Erbaut als Pumpmühle um die Sole aus 85 Meter Tiefe zu fördern. Ab 1792 wurde eine Dampfmaschine zum Pumpenantrieb eingesetzt. |
| weitere Bilder \| Fotos hochladen | Mühle W. Schade          | Schönebeck (Elbe), Paul-Illhardt-Straße (51° 59′ 58″ N, 11° 45′ 1″ O)                | Bockwindmühle     | 1887          | 1987/88 abgebrochen |
| weitere Bilder \| Fotos hochladen | Mühle Engel              | Tornitz, Barby (51° 56′ 0″ N, 11° 50′ 6″ O)                                          | Bockwindmühle     | 1886          | nicht mehr vorhanden (Erweiterung der Kiesgruben, Stand: 2015) |
| weitere Bilder \| Fotos hochladen | Frankes Mühle            | Tornitz, Barby (51° 55′ 35″ N, 11° 50′ 39″ O)                                        | Bockwindmühle     | 1858          | eingestürzt 2012 |
| BW                                |                          | Trebnitz, Könnern (51° 41′ 18″ N, 11° 43′ 37″ O)                                     | Turmholländer     |               | Stumpf mit Anbauten |
| Fotos hochladen                   |                          | Unseburg, Bördeaue (51° 56′ 22″ N, 11° 31′ 27″ O)                                    | Turmholländer     |               | Stumpf erhalten (Stand: 1995) |
| Fotos hochladen                   |                          | Wedlitz, Nienburg (Saale) (51° 51′ 30″ N, 11° 47′ 2″ O)                              | Turmholländer     |               | Stumpf erhalten (Stand: 2011) |

## Landkreis Stendal
Link zu einem Kartenansichtstool, um Koordinaten zu setzen.
| Bild                              | Mühle                | Lage | Typ                    | Erbaut | Bemerkungen |
| --------------------------------- | -------------------- | --- | ---------------------- | ------ | --- |
| Fotos hochladen                   | Bockwindmühle Wanzer | Wanzer, Aland (52° 59′ 44″ N, 11° 35′ 59″ O)                                                                   | Bockwindmühle          | 1805   | restauriert |
| Fotos hochladen                   |                      | Buch, Tangermünde (52° 29′ 11″ N, 11° 56′ 28″ O)                                                               | Wallholländer          |        | ehemals 2 Windrosen, Stumpf und Haubenreste erhalten, Erdwall beseitigt                                           |
| BW                                |                      | Deutsch, Zehrental (52° 57′ 42″ N, 11° 35′ 30″ O)                                                              | Bockwindmühle          |        | Ruine inzwischen abgerissen                                                                                       |
| weitere Bilder \| Fotos hochladen | Windmühle Grieben    | Grieben, Tangerhütte (52° 26′ 1″ N, 11° 57′ 43″ O)                                                             | Bockwindmühle          | 1837   | Im Jahr 2000 demontiert und 2003–2006 ca. 200 m vom alten Standort in der Ortsmitte von Grieben wieder aufgebaut. |
| weitere Bilder \| Fotos hochladen |                      | Grieben, Tangerhütte (52° 26′ 4″ N, 11° 57′ 39″ O)                                                             | Bockwindmühle          |        | |
| Fotos hochladen                   |                      | Kamern, umgesetzt in die Straße Gülden Camern (52° 44′ 53″ N, 12° 6′ 14″ O)                                    | Bockwindmühle          |        | Bock umbaut, Flügel fehlen                                                                                        |
| Fotos hochladen                   |                      | Klietz (52° 39′ 50″ N, 12° 3′ 58″ O)                                                                           | Bockwindmühle          | 1880   | Restauriert |
| weitere Bilder \| Fotos hochladen |                      | Kremkau, Bismark (Altmark), auf einem dünenartigen Sandhügel südlich des Dorfes (52° 37′ 43″ N, 11° 26′ 58″ O) | Bockwindmühle          |        | Erhalten mit Flügelresten, Sanierung geplant                                                                      |
| BW                                |                      | Meseberg, Osterburg (Altmark) (52° 48′ 45″ N, 11° 47′ 49″ O)                                                   | Bockwindmühle          |        | Erhalten mit Flügelresten (Stand: 1997)                                                                           |
| Fotos hochladen                   |                      | Seehausen (Altmark) (52° 53′ 23″ N, 11° 44′ 15″ O)                                                             | Sockelgeschoßholländer |        | inzwischen wegen Baufälligkeit abgerissen                                                                         |
| Fotos hochladen                   | Bockwindmühle Tornau | Tornau, Stendal, am westlichen Ortsrand (52° 34′ 59″ N, 11° 47′ 2″ O)                                          | Bockwindmühle          |        | Restauriert |
| Fotos hochladen                   |                      | Werben (Elbe) (52° 51′ 34″ N, 11° 57′ 53″ O)                                                                   | Bockwindmühle          |        | Restauriert |

## Landkreis Wittenberg
Link zu einem Kartenansichtstool, um Koordinaten zu setzen.
| Bild                              | Mühle                      | Lage                                                               | Typ               | Erbaut | Bemerkungen |
| --------------------------------- | -------------------------- | ------------------------------------------------------------------ | ----------------- | ------ | --- |
| Fotos hochladen                   |                            | Bergwitz, Kemberg (51° 47′ 33″ N, 12° 36′ 5″ O)                    | Bockwindmühle     |        | Flügel fehlen, wird restauriert |
| BW                                |                            | Bleddin, Kemberg (51° 47′ 8″ N, 12° 46′ 22″ O)                     | Turmholländer     |        | Stumpf erhalten (Stand: 1997) |
| BW                                |                            | Bülzig, Zahna-Elster (51° 53′ 37″ N, 12° 45′ 48″ O)                | Turmholländer     |        | bis zum Erdgeschoss abgetragener Stumpf erhalten (Stand: 1996) |
| Fotos hochladen                   |                            | Coswig (Anhalt) (51° 53′ 11″ N, 12° 26′ 38″ O)                     | Turmholländer     |        | Stumpf und Haube erhalten, Flügel fehlen (Stand: 2010) |
| weitere Bilder \| Fotos hochladen | Windmühle Iserbegka        | Iserbegka, Zahna-Elster (51° 49′ 54″ N, 12° 48′ 5″ O)              | Bockwindmühle     | 1895   | restauriert (Stand 2010), |
| Fotos hochladen                   |                            | Gentha, Jessen (Elster) (51° 50′ 44″ N, 12° 53′ 47″ O)             | Bockwindmühle     |        | restauriert, Flügel fehlen (Stand: 2017) |
| BW                                |                            | Globig, Kemberg (51° 47′ 8″ N, 12° 44′ 22″ O)                      | Turmholländer     |        | umgebaut zu einer motorbetriebenen Mühle, Stumpf erhalten und mit Anbau versehen (Stand: 1995) |
| Fotos hochladen                   | Bockwindmühle Gorsdorf     | Gorsdorf, Jessen (Elster) (51° 47′ 32″ N, 12° 52′ 32″ O)           | Bockwindmühle     |        | Ruine 2015 zusammengebrochen, danach aus dem Denkmalverzeichnis ausgetragen |
| weitere Bilder \| Fotos hochladen | Preußer'sche Bockwindmühle | Gräfenhainichen (51° 44′ 18″ N, 12° 27′ 59″ O)                     | Bockwindmühle     | 1848   | 1848 von Roitzsch umgesetzt, 1921 Elektroanschluss, 1963 Einstellung des Mühlbetriebes, 1969 Demontage der Flügel, 1991/92 restauriert (Stand 2010),                                                              |
| Fotos hochladen                   |                            | Groß Naundorf, Annaburg (51° 41′ 18″ N, 12° 59′ 4″ O)              | Bockwindmühle     |        | restauriert |
| Fotos hochladen                   |                            | Kleinkorgau, Bad Schmiedeberg (51° 40′ 30″ N, 12° 45′ 12″ O)       | Bockwindmühle     | 1824   | Ruine 2014 abgerissen |
| BW                                |                            | Klöden, Jessen (Elster) (51° 45′ 38″ N, 12° 50′ 6″ O)              | Turmholländer     |        | Umgebaut zu einer motorbetriebenen Mühle, Anbauten, Haube erhalten, Flügel fehlen (Stand: 1995) |
| Fotos hochladen                   |                            | Köselitz, Coswig (Anhalt) (51° 57′ 18″ N, 12° 29′ 46″ O)           | Bockwindmühle     |        | Ruine |
| BW                                |                            | Labrun, Annaburg (51° 40′ 30″ N, 12° 58′ 11″ O)                    | Bockwindmühle     |        | Ruine |
| Fotos hochladen                   |                            | Lebien, Annaburg (51° 43′ 47″ N, 12° 55′ 52″ O)                    | Bockwindmühle     |        | Restauriert |
| BW                                |                            | Lebien, Annaburg (51° 41′ 58″ N, 12° 55′ 35″ O)                    | Bockwindmühle     |        | Bock mit Hausbaum und Reste erhalten (Stand: 1998) (Bockwindmühle lt. Messtischblatt (1933); Lage zu Hohndorf?)                                                                                                   |
| Fotos hochladen                   |                            | Mochau, Wittenberg (51° 55′ 32″ N, 12° 40′ 33″ O)                  | Turmholländer     |        | erhalten mit Haube, Anbau, Flügel fehlen (Stand: 2011) |
| Fotos hochladen                   |                            | Möhlau, Gräfenhainichen (51° 43′ 16″ N, 12° 19′ 39″ O)             | Turmholländer     |        | Ruine |
| Fotos hochladen                   |                            | Naundorf bei Seyda, Jessen (Elster) (51° 55′ 36″ N, 12° 53′ 51″ O) | Turmholländer     |        | rekonstruiert, aber ohne Flügel |
| BW                                |                            | Neuerstadt, Jessen (Elster) (51° 49′ 38″ N, 13° 7′ 15″ O)          | Paltrockwindmühle |        | 2012 zur Umsetzung demontiert |
| Fotos hochladen                   | Mühle Henning              | Plossig, Annaburg (51° 42′ 18″ N, 12° 57′ 18″ O)                   | Bockwindmühle     |        | abgerissen. 2018–2021 Wiederaufbau der Mühle aus Schweinitz |
| Fotos hochladen                   | Mühle Korb                 | Plossig, Annaburg (51° 42′ 1″ N, 12° 56′ 51″ O)                    | Bockwindmühle     |        | abgerissen. |
| BW                                |                            | Prettin, Annaburg (51° 39′ 45″ N, 12° 54′ 44″ O)                   | Bockwindmühle     |        | Ruine |
| BW                                |                            | Rade, Jessen (Elster) (51° 45′ 25″ N, 12° 53′ 32″ O)               | Bockwindmühle     |        | Bock mit Hausbaum und Reste erhalten |
| Fotos hochladen                   |                            | Schköna, Gräfenhainichen (51° 41′ 11″ N, 12° 32′ 0″ O)             | Bockwindmühle     |        | Umgebaut zu einem Wohnhaus (Stand: 2011) |
| Fotos hochladen                   |                            | Schöneicho, Jessen (Elster) (51° 44′ 48″ N, 12° 55′ 12″ O)         | Bockwindmühle     |        | Ruine |
| BW                                |                            | Seyda, Jessen (Elster) (51° 52′ 35″ N, 12° 54′ 3″ O)               | Bockwindmühle     |        | Ruine Anfang der 2000er zusammengebrochen |
| Fotos hochladen                   | Windmühle Griesen          | Griesen, Oranienbaum-Wörlitz (51° 50′ 10″ N, 12° 25′ 35″ O)        | Turmholländer     |        | Umgebaut zu einem Wohnhaus, Stumpf erhalten, mit Anbau (Stand: 2010) |
| Fotos hochladen                   | Schwarze Mühle             | Wörlitz, Oranienbaum-Wörlitz (51° 50′ 17″ N, 12° 25′ 6″ O)         | Turmholländer     |        | Gebäude erhalten (Stand 2023), eine der noch beiden Wörlitzer Turmwindmühlen, die Flügel wurden schon kurz nach Erbauung im 19. Jhd.abgenommen, die Mühle mit einer Dampfmaschine, später elektrisch angetrieben. |
| BW                                | Wuster Mühle               | Wust, Wust-Fischbeck (52° 33′ 15″ N, 12° 6′ 27″ O)                 | Bockwindmühle     |        | Ruine inzwischen abgerissen |
| weitere Bilder \| Fotos hochladen |                            | Zahna, Zahna-Elster (51° 54′ 59″ N, 12° 46′ 58″ O)                 | Turmholländer     |        | Stumpf erhalten (Stand: 2011) |